# Ischaemum afrum
Ischaemum afrum är en gräsart som först beskrevs av Johann Friedrich Gmelin, och fick sitt nu gällande namn av James Edgar Dandy. Ischaemum afrum ingår i släktet Ischaemum och familjen gräs. Inga underarter finns listade i Catalogue of Life.